# Levent Osman
Pour les articles homonymes, voir Osman.
Levent Osman (né le 8 mars 1977 à Melbourne) est un joueur australien de football d'origine turque. Il joue au poste de défenseur pour le club de Dandenong Thunder.
Il a précédemment joué pour Trabzonspor en Turquie, FCU Politehnica Timișoara en Roumanie, Tampere United en Finlande aussi bien que South Melbourne FC, New Zealand Knights FC et Gippsland Falcons en NSL australien.
Il a joué pour l'équipe australienne des moins de 20 ans.